# Adieu à l'Angleterre
Adieu à l'Angleterre (The Last of England) est un tableau peint par Ford Madox Brown en 1855, qui représente deux émigrants quittant l'Angleterre pour commencer une nouvelle vie à l'étranger.

## Historique
Brown commence à peindre le tableau en 1852, à la suite du départ pour l'Australie  de son ami proche le sculpteur préraphaélite Thomas Woolner au mois de juillet de cette année-là. 
Le taux d'émigration était alors extrêmement élevé, avec plus de 350 000 personnes ayant quitté l'Angleterre cette année-là. Brown avait lui-même envisagé de partir en Inde  avec sa famille.

## Tableau
Bien que Ford Madox Brown n'ait jamais été membre de la confrérie des préraphaélites, son tableau Adieu à l'Angleterre ainsi que nombre de ses autres œuvres présentent toutes les caractéristiques propres à ce mouvement artistique.
Le tableau représente un homme et sa femme qui voient l'Angleterre pour la dernière fois. Les deux personnages principaux, représentant Brown et sa femme, regardent devant eux, sans se tourner vers les falaises blanches de Douvres qui disparaissent en haut à droite du tableau. Leurs habits indiquent que les personnages sont issus de la classe moyenne, et ne quittent donc pas leur pays pour les mêmes raisons que les membres de la classe ouvrière qui émigraient à l'époque. Brown écrit à ce sujet :
« The educated are bound to their country by quite other ties than the illiterate man, whose chief consideration is food and physical comfort »
« Les instruits sont attachés à leur pays par d´autres liens qu´un homme illettré, dont la principale considération est la nourriture et le confort physique. »
L'enfant blond en arrière-plan, derrière l'épaule de l'homme, représente Catherine, l'enfant de Ford Madox Brown et d'Emma, né en 1850. La femme serre la main d'un bébé dans la sienne : il s'agit certainement de celle de leur deuxième enfant Oliver.
Afin de capter les dures conditions météorologiques du tableau, Brown travaille principalement dans son jardin, notamment par mauvais temps. Il se réjouit de ce que sa main vire parfois au bleu, car c'est exactement ainsi qu'il souhaitait la représenter. Le peintre passe pour un original auprès du voisinage, qui le voit régulièrement travailler à l'extérieur par les temps les moins cléments. 
L'atelier de Brown est situé au-dessus d'une boutique chinoise au 33 High Street à Hampstead et les séances de pose avaient lieu dans le jardin de la maison. Il note dans son journal qu'il lui fallut quatre semaines pour peindre les rubans du bonnet.
Brown compose quelques vers pour accompagner le tableau, dans lesquels la femme est pleine d'espoir quant au futur vers lequel navigue leur bateau: 
« ...She grips his listless hand and clasps her child,
 Through rainbow tears she sees a sunnier gleam,
 She cannot see a void where he will be. »
« ...Elle saisit sa main apathique et étreint son enfant,
à travers les larmes de l´arc-en-ciel elle voit une lueur plus ensoleillée
elle ne peut pas voir un vide là où il sera. »

## Provenance

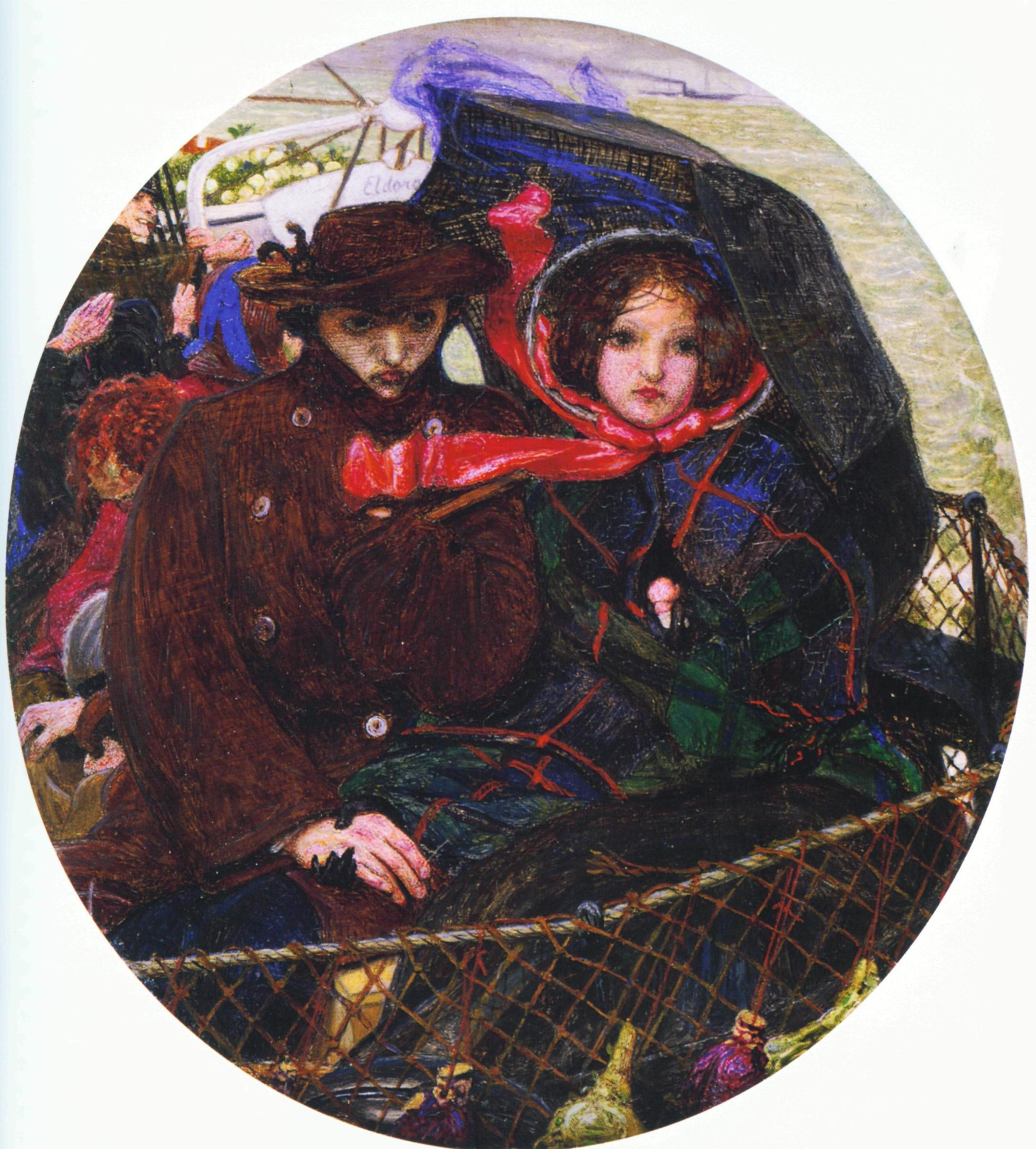
Étude achevée pour le tableau

Deux versions achevées du tableau existent, l'une est conservée au Birmingham Museum and Art Gallery et l'autre au Fitzwilliam Museum de Cambridge. Une réplique petit format à l'aquarelle du tableau de Birmingham, réalisée entre 1864 et 1866 est conservée à la Tate Britain. Il existe également une étude complète ainsi que plusieurs esquisses de la composition. Toutes ont une forme ronde, d'après le format de la Renaissance appelé tondo, mais elles diffèrent en couleurs.
En mars 1859, Adieu à l'Angleterre est vendu par Benjamin Windus à Ernest Gambart pour 325 guinées.

## Popularité de l'œuvre
Le tableau a été élu huitième peinture préférée des Anglais d'après un sondage mené par BBC Radio 4.
En 2013, le tableau est 32e sur 57 œuvres sélectionnées par le public britannique au sein des collections nationales pour l'exposition Art Everywhere The World's Largest Public Art Exhibition.